# Iamelnea, Iavoriv
Iamelnea (în ucraineană Ямельня) este un sat în comuna Poricicea din raionul Iavoriv, regiunea Liov, Ucraina.

## Demografie
Componența lingvistică a localității Iamelnea
     Ucraineană (99,78%)
     Alte limbi (0,22%)
Conform recensământului din 2001, majoritatea populației localității Iamelnea era vorbitoare de ucraineană (99,78%), existând în minoritate și vorbitori de alte limbi.